# Peter Windt
Pieter „Peter“ Windt (* 3. Mai 1973 in Veendam) ist ein ehemaliger niederländischer Hockeyspieler, der bei den Olympischen Spielen 2000 die Goldmedaille gewann.

## Sportliche Karriere
Der 1,88 m große Defensivspieler absolvierte von 1997 bis 2002 insgesamt 69 Länderspiele für die niederländische Nationalmannschaft. Bei der Europameisterschaft 1999 in Padua wurde er im Spiel gegen Russland eingesetzt, die Niederländer gewannen die Silbermedaille hinter der deutschen Mannschaft. 
Bei seiner einzigen Olympiateilnahme 2000 in Sydney belegten die Niederländer in der Vorrunde den zweiten Platz hinter Pakistan, wobei sie nur durch das gegenüber den Deutschen bessere Torverhältnis ins Halbfinale aufrückten. Im Halbfinale gegen die Briten gewannen die Niederländer genauso durch Penaltyschießen wie im Finale gegen die Südkoreaner. Peter Windt war in fünf Spielen dabei, darunter auch dem Finale.
Peter Windt gehörte 2002 noch zum Aufgebot für die Weltmeisterschaft in Kuala Lumpur, kam aber nicht mehr zum Einsatz.
Auf Vereinsebene gewann Peter Windt zwei Meistertitel mit dem Amsterdamsche Hockey & Bandy Club.